# 서울바이러스
서울바이러스(학명: Seoul orthohantavirus)는 오르토한타바이러스의 일종이다. 설치류가 매개하여 신증후군 출혈열(HFRS)을 일으키는 4종의 바이러스 중 하나다.
시궁쥐속의 설치류가 보균하며, 시궁쥐에게서 가장 흔하지만 곰쥐에게서도 종종 발견된다.  쥐는 바이러스에 감염되어 있어도 별다른 증상이 발생하지 않지만, 감염된 쥐의 체액(혈액, 타액, 오줌)이 사람에게 옮으면 출혈열을 감염시킨다. 현재까지 사람 대 사람 감염은 보고된 사례가 없고, 쥐에게서 옮은 경우만 존재한다.

## 같이 보기
- 신증후군 출혈열